# The Sandman (benzi desenate)

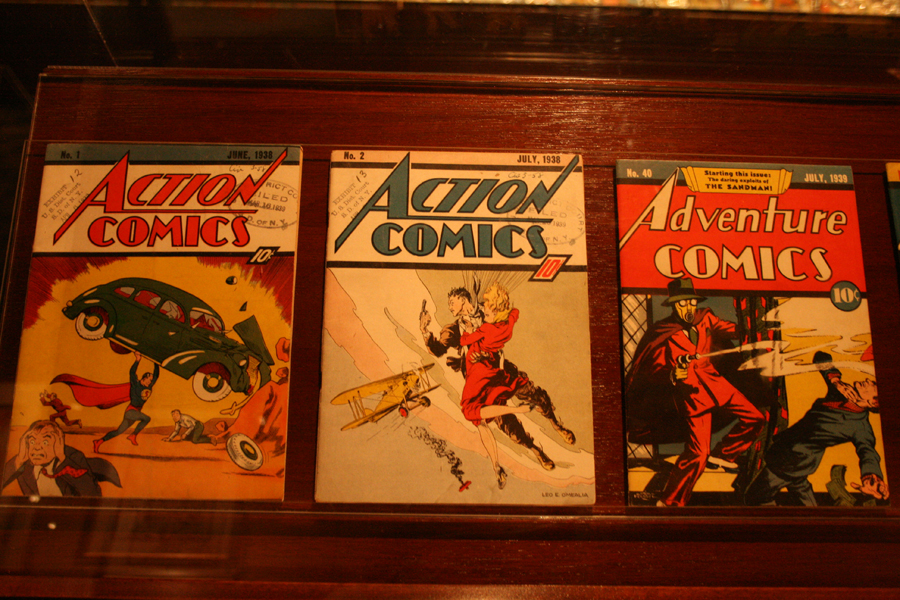

The Sandman este o serie americană de benzi desenate din 1989–1996 create de Neil Gaiman și publicate de DC Comics. Printre desenatorii seriei se numără Sam Kieth, Mike Dringenberg, Jill Thompson, Shawn McManus, Marc Hempel, Bryan Talbot și Michael Zulli, dialogurile (literele) au fost create de Todd Klein, iar coperțile de Dave McKean. Seria originală a avut pentru 75 de numere din ianuarie 1989 până în martie 1996. Începând cu numărul 47, a fost publicată de editura DC Vertigo, iar după închiderea editurii Vertigo, ediții noi au fost republicate din 2020 de DC Black Label.
Personajul principal titular din The Sandman este Dream (Visul), cunoscut și sub numele de Morpheus și alte nume, care este unul dintre cei șapte Endless (Nesfârșiți). Celelalți Nesfârșiți sunt Destinul, Moartea, Dorința, Disperarea, Delirul (fosta Încântare) și Distrugerea (cunoscută și sub numele de „Risipitorul”). Seria este renumită pentru utilizarea ca marcă înregistrată de către Gaiman a personificării antropomorfe a diferitelor entități metafizice, combinând totodată mitologia și istoria în cadrul său horror din Universul DC. The Sandman este o poveste despre povești și despre modul în care Morpheus, Stăpânul Viselor, este prins și închis și învață ulterior că uneori schimbarea este inevitabilă. The Sandman a fost titlul emblematic al editurii Vertigo și este disponibil ca o serie de zece broșate comerciale, o ediție recolorată de cinci volume Absolute cu copertă dură cu husă, o ediție omnibus în trei volume, o ediție adnotată alb-negru; seria este disponibilă și pentru descărcare digitală.
Aclamat de critici, The Sandman a fost printre primele romane grafice care au apărut pe lista celor mai bine vândute cărți a The New York Times, alături de Maus, Watchmen și The Dark Knight Returns. A fost unul dintre cele șase romane grafice care au ajuns în lista cu „100 de cele mai bune lecturi din 1983 până în 2008” a Entertainment Weekly, clasându-se pe locul 46. Norman Mailer a descris seria ca fiind „o bandă desenată pentru intelectuali”. Seria a exercitat o influență considerabilă asupra genului fantastic și a romanului grafic de la publicarea sa și este adesea considerată unul dintre cele mai bune romane grafice din toate timpurile.
Au fost dezvoltate diverse versiuni pentru film și televiziune ale Sandman. În 2013, Warner Bros. a anunțat că o adaptare de film cu Joseph Gordon-Levitt era în producție, dar Gordon-Levitt a renunțat în 2016. În iulie 2020, septembrie 2021 și septembrie 2022, trei drame audio cu distribuție completă au fost lansate exclusiv prin Audible, cu James McAvoy ca actor, Gaiman ca narator și Dirk Maggs ca dramatizare și regizor. În august 2022, Netflix a lansat o adaptare pentru televiziune cu Tom Sturridge în rolul principal.

## Data publicării
- The Sandman (ianuarie 1989 – martie 1996) (75 de volume)
- The Sandman: The Dream Hunters (1999) (4 volume)
- The Sandman: Overture (octombrie 2013 – noiembrie 2015) (6 volume)